# Hans-Christof von Sponeck
Pour les articles homonymes, voir Sponeck.
Hans-Christof Graf von Sponeck né en 1939, est un diplomate et essayiste allemand.

## Biographie
Hans-Christof von Sponeck est le fils du général Allemand Hans Graf von Sponeck, emprisonné par les Allemands en 1942 et exécuté en juillet 1944. 
Après guerre, Hans-Christof a été secrétaire général adjoint de l'ONU. Il a été également coordinateur humanitaire des Nations unies en Irak de 1998 jusqu'à sa démission en février 2000.

## Publications
- (avec Andreas Zumach): Irak - Chronik eines gewollten Krieges. Kiepenheuer & Witsch, Köln 2003  (ISBN 3-462-03255-0).
- Rüdiger Göbel (Hrsg.): Bomben auf Bagdad - nicht in unserem Namen. Kai-Homilius-Verlag  (ISBN 3-89706-888-5).
- Human Development - Is There an Alternative?, New Delhi, 1997,
- Ein Anderer Krieg - Das Sanktionsregime der UNO im Irak, 2005, Hamburger Edition. Aussi en arabe (2005), anglais (2006) et espagnole (2007).
- Liberating the United Nations: Realism with Hope, avec Richard Falk, Stanford University Press, 2024  (ISBN 9781503638211)